# Peruviaanse presidentsverkiezingen 1908
Uit de Peruviaanse algemene verkiezingen van 1908 kwam Augusto Leguía y Salcedo voort als winnaar. Zijn termijn als president van Peru ging in op 24 september 1908 en eindigde toen Guillermo Billinghurst hem op 24 september 1912 opvolgde na de verkiezingen van dat jaar. Later volgde Salcedo Billinghurst nogmaals op, in 1919, toen echter door middel van een staatsgreep.